# Acta Ordinis Fratrum Minorum
Acta Ordinis Fratrum Minorum − pismo urzędowe Zakonu Braci Mniejszych − franciszkanów ukazujące się w Rzymie od 1882 r. Od 2000 także w formie elektronicznej.
Pismo wydawano najpierw w Quaracchi. Od 1971 wydawane jest w Rzymie. Na jego łamach publikowane są dokumenty Stolicy Apostolskiej odnoszące się do zakonu, pisma urzędowe i inne kurii generalnej oraz ministra generalnego, informacje z życia zakonu i nekrologi. Obecnie ukazuje się trzy razy w roku.

## Źródła
1. ↑  Archivum franciscanum historicum, Collegium, 1964, s. 506 [dostęp 2021-07-17] (wł.).